# 川口弘
川口 弘（かわぐち ひろし、1914年5月3日 - 1998年7月11日）は、日本の経済学者。中央大学名誉教授。中央大学元学長。専門はケインズ経済学、金融論。

## 来歴
- 1914年5月3日 - インド・カルカッタ（現コルカタ）生まれ
- 1934年4月- 巣鴨高等商業学校（現在の千葉商科大学）入学
- 1941年12月 - 中央大学商学部卒業
- 1946年4月 - 中央大学経済学部非常勤講師
- 1950年4月 - 立正大学経済学部助教授
- 1954年4月 - 立正大学経済学部教授
- 1961年4月 - 中央大学経済学部教授
- 1962年3月 - 東京大学より経済学博士の学位を取得（著書「ケインズ経済学研究」）
- 1968年 - 理論・計量経済学会理事
- 1968年12月 - 中央大学学長事務取扱
- 1981年11月 - 中央大学学長
- 1985年3月 - 中央大学定年退職
- 1998年7月11日 - 急性気管支炎のため、京都にて死去

## 学説
ケインズ経済学とりわけ「一般理論」の解釈において評価が高い。当時有力なコンメンタールだった伊東光晴、宮崎義一著「コンメンタール一般理論」にも一般理論解釈を巡って批判を行った。(中央大学経済学会 経済学論纂 川口弘教授古希記念論文集参照)また、日本経済評論社から刊行されているポストケインジアン叢書第1期にも深く関与しており、自身も訳出していると同時に所属していた中央大学経済学部、商学部の教員が中心となって作業がなされた。
学説的にみてイギリス・ケインジアンに近い。
「ケインズ一般理論の基礎」を刊行する際に出版社（有斐閣）から「ケインズ経済学研究」を復刊の依頼があったが、それを断って「ケインズ一般理論の基礎」を刊行するなど、過去の自分の著作にこだわらない柔軟性がある。
代表的な著書である「ケインズ経済学研究」は早坂忠、根岸隆､福岡正夫からの評価が高い。なお、「ケインズ経済学研究」は日本銀行内の勉強会にて作成したレジュメからまとめて本にしたものである。
「ケインズ経済学研究」「ケインズ一般理論の基礎」においてIS-LM曲線をSI-ML曲線と意図的かどうかはわからないが表記している。
ケインズ経済学が専門だが、マルクス経済学にも理解を示していた。
死後復刊された「ケインズ経済学研究」は遺族の了解のもと刊行されている。

## 川口試案
昭和41年（1966年）に、金融制度調査会において、競争原理の導入による金融効率化論議が行なわれ、その中で、協同組織にもとづく信用金庫を株式会社に改変して、信用金庫を資本の原理の下に大銀行に合併統合してしまおうという「滝口試案」が滝口吉亮政府委員から出された。また同様に会員組織を否定する「末松試案」が名古屋大学の末松玄六教授から出された。しかし、19世紀の英国において株式会社の弊害を是正するために生まれた協同組合運動を起源とする信用金庫を出資額に応じて企業支配をする株式会社にすることは、株主・資本家の利益を目的とした経営が行なわれるため、労働者や消費者などの庶民は搾取され、貧富の差が拡大し、企業買収が容易なので資本の独占化が進むなどの問題があった。
川口は、従来の信用金庫の会員組織性を維持する「川口試案」を提案し、城南信用金庫理事長で全国信用金庫協会会長でもあった小原鐵五郎も、金融制度調査会において川口試案を支持する論陣を張った。その結果、末松教授も川口試案に賛同することとなり、最終的には「滝口試案」も廃案となって、「川口試案」が基本となって信用金庫制度は存続され、金融二法と呼ばれる「中小企業金融制度の整備改善のための相互銀行法、信用金庫法等の一部を改正する法律」（43法律85号）及び「金融機関の合併及び転換に関する法律」（43年法律86号）が制定された。

## 主な著書
- 「ケインズ一般理論入門」（1950年、日本銀行行学会（これが後の「ケインズ経済学研究」に発展する）
- 「ケインズ経済学研究」（1953年、中大出版会 (中央大学出版部とは別組織) ）
- 「金融論」 (経済学全集) （1966年、筑摩書房）
- 「ケインズ一般理論の基礎」（1971年、有斐閣）
- 「ケインズ一般理論の基礎」 (新版) （1977年、有斐閣）
- 「ケインズ経済学研究」（1999年、日本経済評論社）（1953年に出版されたものを横組みにて補訂を行い出版）